# معركة نوبليا البحرية (1770)
معركة نوبليا البحرية (بالإنجليزية: Battle of Nauplia)‏ أو معركة نافبليو هي معركة بحرية وقعت يوم 27 مايو 1770 و28 مايو 1770 كجزء من معارك الحرب الروسية التركية (1768-1774) وذلك عن مدخل الخليج الارغوانى، اليونان بين اساطيل الدولة العثمانية والأسطول الروسي بقيادة جون الفينستون من جانب آخر ورغم التفوق العسكرى لصالح الأسطول البحرى العثمانى غير انه لم يتم حسم المعركة لأي من الطّرفين ولم يخسر كلا الطرفين ايا من سفنة الحربية.

## وصلات خارجية
- متحف البحرية بإسطنبول.

Istanbul Naval Museum Official Website